# Ель-Рей (місто мая)
Ель-Рей (ісп. El Rey) — руїни міста цивілізації мая в штаті Кінтана-Роо (Мексика). Назва перекладається як «Король» (від скульптури із зображенням володаря мая або тольтеків).

## Історія
Старовинна назва невідома. Археологічні розкопки виявили, що містяни з 200 до 1200 року переважно займалися рибальством та видобування морської солі. З VII століття став важливим портом і транзитним центром торгівлі. Все це сприяло піднесенню поселення.
Водночас тут ніколи не було самостійного володаря: або керувала громада на чолі зі старійшинами, або торговельні союзи чи намісники сусідніх могутніх держав. Увесь час знаходилося у сфері впливу міст північного Юкатану: в класичний період підкорялося Кобі; в класичний період до середини XII століття — Чичен-Іци, після цього — Маяпану.
Значення порту Ель-Рей зросло у післякласичному періоді. Водночас рибальство та добування і торгівля сіллю продовжили розвиватися. Близько 1200 року було підкорено племенами мая з внутрішніх районів Юкатану. З середини XV століття входило до держави Екаб. Процвітала протягом усього післякласичного періоду. Занепало в результаті іспанського вторгнення до Юкатану. Остаточно було залишено у 1550 році.

## Опис
Розташовано на території курортної зони на острові Канкун, в межах однойменного муніципалітету.
Архітектурно Ель-Рей можна порівняти з іншими містами мая карибського узбережжя: Тулумом, Шельхою, Танкахом, відповідає стилю Кінтана-Роо. У городище на території 520×70 м знаходяться рештки 47 будівель.
Церемоніальний центр міста складають 2 площі. Водночас на місці були виявлені й привезені предмети: базальтові камені для помелу, кремінь, ножі та наконечники стріл, обсидіан і леза з нього, жадеїтові і кварцові намиста. Це говорить про добре налагоджені стародавні торгові шляхи уздовж Карибського моря.
Будова 22 знаходиться ув важливій частині південної дороги. Це був палац післякласичного періоду: тут є лавки, галереї з пласким дахом, кімната для усамітнення, а також кімната для щоденної діяльності. Подібні споруди використовувалися як житлові, а у внутрішніх святилищах перебували керамічні курильниці з портретами богів маянського пантеону.
Будова 4 є схожою на палац. На вершину платформи ведуть двоє сходів (на півночі та на заході). Будівля використовувалася знаттю для адміністративних цілей і як житлове. Його плаский дах підтримувало 18 колон, в центрі приміщення знаходився вівтар, а вздовж стін були лави.
Житлова платформа (Будова 18) заввишки 60 см. На її вершині мая будували свої житла з органічних матеріалів, які не збереглися дотепер. Своїх померлих родичів вони ховали в основі своїх будівель зазвичай позі людини, що сидить, і з мінімумом поховальних підношень.
Пірамідальна будова 2 заввишки 5,5 м. Це 3-ступенева будова із закругленими кутами. Сходи, що ведуть до храму на вершині, побудовані з південного боку. Від храму залишилися лише невеликі залишки зовнішньої стіни й 2 вівтарі. Споруду зведено поверх ще одного, більш раннього, сходи з балюстрадою якого можна побачити в центрі будівлі.